# Stefan Terzić
Stefan Terzić (serbisch-kyrillisch Стефан Терзић, * 17. Mai 1994 in Arilje) ist ein serbischer Handballspieler.

## Karriere
2012 wechselte Terzić vom bosnisch-herzegowinischen Verein RK Borac Banja Luka zum deutschen Bundesligisten HSV Hamburg. Mit den Hamburgern gewann der 1,95 Meter große Rückraumspieler 2013 die EHF Champions League. Zur Saison 2013/14 stand er kurz vor einem Wechsel zum schwedischen Klub IFK Kristianstad, jedoch entschied er sich im Juni 2013 um und unterschrieb stattdessen einen Vertrag beim mazedonischen Verein RK Vardar Skopje. Im Februar 2014 schloss er sich dem RK Zomimak Strumica an. Ab dem Sommer 2014 spielte Terzić wieder bei Vardar, mit dem er 2015 die mazedonische Meisterschaft sowie den mazedonischen Pokal gewann. Ein Jahr später schloss er sich dem spanischen Erstligisten CB Ciudad de Logroño an. Ab der Saison 2016/17 stand er beim portugiesischen Klub Benfica Lissabon unter Vertrag.
Nachdem Terzić ab dem Beginn der Saison 2019/20 für den rumänischen Erstligisten AHC Potaissa Turda aufgelaufen war, wurde er Anfang 2020 vom tschechischen Verein Talent Plzeň verpflichtet, um den verletzungsbedingten Ausfall von Jan Stehlík zu kompensieren. Im Sommer desselben Jahres schloss er sich dem israelischen Verein Ramat haScharon HC an. In der Saison 2021/22 stand Terzić beim slowenischen Spitzenverein RK Celje unter Vertrag, mit dem er die nationale Meisterschaft gewann. Anschließend kehrte er zu Talent Plzeň zurück.
Terzić gehört dem Kader der serbischen Nationalmannschaft an. Am 22. September 2012 gab er sein Länderspieldebüt gegen Deutschland.